# Kawaki
Kawaki (渇き。, lit. "set."), comercialitzada internacionalment com The World of Kanako, és un thriller japonés del 2014 dirigit per Tetsuya Nakashima, protagonitzat per Kōji Yakusho i Nana Komatsu. Va ser llançada el 4 de juliol de 2014,, i es basa en la novel·la Hateshinaki Kawaki (果てしなき渇き, "Set inacabable") d’Akio Fukamachi.

## Argument
Akikazu Fujishima (Kōji Yakusho) és un antic detectiu que va perdre la feina, el matrimoni i la filla després de tenir una reacció violenta davant la infidelitat de la seva dona. Des de llavors, s'ha convertit en un alcohòlic inestable i disfuncional. Molts anys després, la seva exdona Kiriko (Asuka Kurosawa) es posa en contacte amb ell per dir-li que la seva filla Kanako (Nana Komatsu) ha desaparegut. Akikazu comença a investigar la desaparició, amb el detectiu de la policia Asai (Satoshi Tsumabuki) aparentment ajudant, però en realitat poques vegades s'implica en la recerca. Els mètodes d'Akikazu impliquen assetjar i intimidar a aquells amb qui parla, inclosos els antics companys de classe i professor d'en Kanako (Miki Nakatani), però cap d'ells no arriba. No obstant això, descobreix que s'havia involucrat amb consumidors de drogues i sospita que la van convertir en una addicta.
Els flashbacks de tres anys abans revelen com Sigon (Hiroya Shimizu) a l'escola secundària de Kanako s'havia enamorat d'ella, ja que era l'únic nen que no la va intimidar ni l'ostracitzava. En Sigon, sabent que Kanako havia estat enamorada d'un antic estudiant anomenat Ogata, volia que ella sentís el mateix per ell. Aquest desig el porta finalment a assistir a una festa amb ella, on és drogat i violat. Aleshores, Sigon rastreja Kanako i contempla matar-la, però no pot fer-ho. Ella l'abraça, abans que una figura no identificada apunyali a Sigon al coll, matant-lo.
En el present, Akikazu és finalment capturat pels Yakuza, que torturen i maten l'amic de la banda de Kanako, Matsunaga (Mahiro Takasugi) davant seu. Matsunaga informa a Akikazu de com l'Ogata era un "nen feble amb una cara bonica", així que el van segrestar i van permetre que els vells el violessin, cosa que el va fer suïcidar-se. Kanako, havent estat enamorada d'Ogata, va fer amistat amb el grup per tal de venjar-se. Fins i tot sabent de les intencions de Kanako i la manca de sentiments per ningú o res, Matsunaga s'havia enamorat de Kanako i l'ajudava a robar les fotos. Els Yakuza informen a Akikazu que la policia també està involucrada en la xarxa de prostitució i que el detectiu Aikawa (Joe Odagiri) havia matat a diversos amics criminals de Kanako en un intent d'encobriment. Li proporcionen a Akikazu una pistola i l'envien a casa d'Aikawa.
Akikazu viola la dona de l'Aikawa, després la pren com a ostatges a ella i al seu fill per conèixer l'Aikawa. Els dos tenen una baralla sagnant, durant la qual Aikawa mata la seva dona, però els dos homes sobreviuen. La policia, inclòs el detectiu Asai, arriba al lloc i mata l'Aikawa. Akikazu colpeja en Asai amb el seu cotxe i escapa.
Akikazu torna amb la professora que va interrogar molt abans, havent-se adonat que la seva filla era un dels nens violats a les fotos de Kanako, i que ella havia matat Kanako per venjança. L'obliga a desenterrar la tomba on va enterrar Kanako, però la seva ubicació s'ha perdut a causa de la recent nevada. Mentre la professora insisteix que la recerca del cos de la seva filla és inútil i intenta escapar, Akikazu continua excavant, negant-se a reconèixer que la seva filla és morta. La pel·lícula acaba quan ell promet matar-la ell mateix.

## Repartiment
- Kōji Yakusho com Akikazu Fujishima
- Nana Komatsu com Kanako Fujishima
- Satoshi Tsumabuki com el detectiu Asai
- Joe Odagiri com el detectiu Aikawa
- Fumi Nikaidō com a Nami Endo (ex companya de l'escola secundària de Kanako, membre del grup Apocalypse)
- Hiroya Shimizu com a Sigon (l'examic de l'escola secundària de Kanako)
- Hiroki Nakajima com a Shimatsu (l'ex company de l'escola secundària de Kanako, matón)
- Ai Hashimoto com a Emi Morishita (amic de secundària de Kanako)
- Asuka Kurosawa com a Kiriko (exdona d'Akikazu, mare de Kanako)
- Miki Nakatani com a Rie Azuma (l'exprofessora de Kanako a l'escola secundària)
- Hitoshi Hoshino com a Seiji Ogata (l'exnòvio de Kanako de l'escola secundària)
- Mahiro Takasugi com a Yasuhiro Matsunaga (ex company de l'escola secundària de Kanako, líder del grup Apocalypse)
- Jun Kunimura com a Tsujimura (psiquiatra)
- Munetaka Aoki com a Sakiyama (subcap d'Ishimaru Gang)
- Aoi Morikawa com a Tomoko Nagano (amic de secundària de Kanako)
- Yasuo Koh com a Cho (capitalista)
- Megumi Hatachiya com a dona d'Aikawa
- Daichi Watanabe com a Hiroshi Kawamoto (personal de la botiga)
- Shouno Hayama com a noi ros (membre del grup Apocalypse)

## Música
- César Franck - "Panis angelicus"[4]
- Antonín Dvořák – "Cançó de la lluna"[4]
- Dempagumi.inc - "Den Den Passion"[4]
- Trippple Nippples - "LSD"[4]
- Daoko - "FOG"[4]
- Fusanosuke Kondo - "I Love You, OK"[4]
- Seiko Matsuda - "Sweet Memories"[4]
- Dean Martin - "Everybody Loves Somebody"[4]
- Mai Yamane - "House of the Rising Sun"

## Recepció
La pel·lícula va guanyar 1,1 milions de dòlars durant el seu cap de setmana d'estrena i va debutar al núm. 4 a la taquilla japonesa. Ha recaptat 377 milions de ¥ al Japó.
Mark Schilling de The Japan Times va donar a la pel·lícula 3 de 5 estrelles. Al XLVII Festival Internacional de Cinema Fantàstic de Catalunya va guanyar el premi al millor actor.